# 17932 Viswanathan
17932 Viswanathan este un asteroid din centura principală de asteroizi.

## Descriere
17932 Viswanathan este un asteroid din centura principală de asteroizi. A fost descoperit pe 6 aprilie 1999 la Socorro, New Mexico, în cadrul proiectului LINEAR. Asteroidul prezintă o orbită caracterizată de o semiaxă mare de 2,36 ua, o excentricitate de 0,08 și o înclinație de 2,4° în raport cu ecliptica.